# Viện Nobel Na Uy

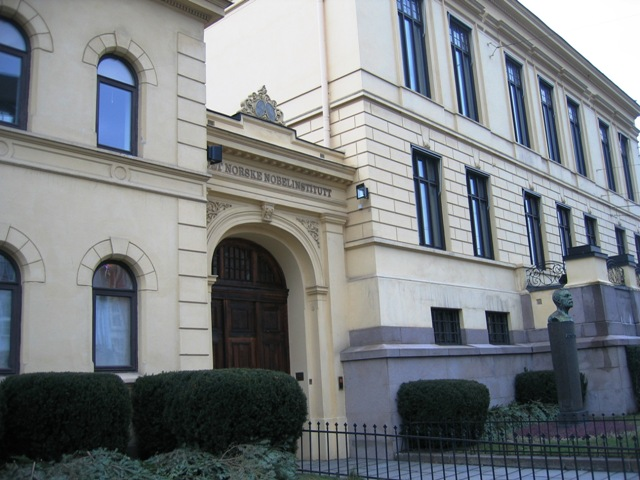
Tòa nhà của Viện Nobel Na Uy ở Trung tâm thành phố Oslo.

Viện Nobel Na Uy (tiếng Na Uy: Det Norske Nobelinstitutt) là một cơ quan phụ giúp cho Ủy ban Nobel Na Uy trong việc lựa chọn người (hoặc tổ chức) đoạt giải Nobel Hòa bình và tổ chức các buổi lễ trao giải này hàng năm.

## Lịch sử
Viện được thành lập ngày 1 tháng 2 năm 1904 tại thành phố Kristiania (nay là Oslo), Na Uy. Nhiệm vụ chính của Viện là phụ giúp Ủy ban Nobel Na Uy trong việc lựa chọn người (hoặc tổ chức) để trao Giải Nobel Hòa bình (trong số những người hoặc tổ chức được đề cử) và tổ chức lễ trao giải Nobel Hòa bình hàng năm tại Oslo. Viện cũng được coi như là Nha thư ký của Ủy ban Nobel Na Uy.
Ban đầu, Viện thuê một tòa nhà văn phòng ở Victoria Terrasse thuộc trung tâm thành phố, nhưng từ ngày 1.5.1905 Viện đã dọn tới tòa nhà hiện nay, số 51 đường Henrik Ibsens ở trung tâm thành phố, gần bên Cung điện Hoàng gia Na Uy, nhìn chéo bên kia đường phố là toà đại sứ Hoa Kỳ. Tòa nhà này được xây năm 1867, nguyên là nhà tư nhân, được sửa chữa mở rộng và hiện đại hóa.

## Tổ chức
Viện gồm nhiều văn phòng, phòng họp, phòng lễ hội, một thư viện gồm 180.000 đầu sách về quan hệ quốc tế, chiến tranh và hòa bình cùng một phòng đọc sách.
Các cuộc họp của Ủy ban Nobel Na Uy được tổ chức ở viện này, trong phòng họp đặc biệt. Phòng lễ hội được dùng làm nơi công bố giải Nobel Hòa bình vào tháng 10 và dùng làm nơi họp báo của người đoạt giải vào ngày 9 tháng 12 hàng năm, ngày trước khi trao giải tại Tòa thị chính Oslo.
Viện cũng có một phân ban riêng chuyên nghiên cứu về chiến tranh và hòa bình. Phân ban này có chương trình học bổng dành cho các học giả trên khắp thế giới đến làm việc. Viện có một ban điều hành gồm 5 người, hiện nay do Geir Lundestad, giáo sư lịch sử ở Đại học Oslo làm trưởng ban, đồng thời cũng là thư ký thường trực của Ủy ban Nobel Na Uy.
Viện Nobel Na Uy tổ chức các cuộc họp, các cuộc hội thảo, các cuộc diễn thuyết chuyên đề, các hội nghị chuyên đề về giải Nobel, các cuộc trao đổi thông tin, ý kiến với các chuyên gia nổi tiếng trên khắp thế giới.